# Émile Le Marié des Landelles

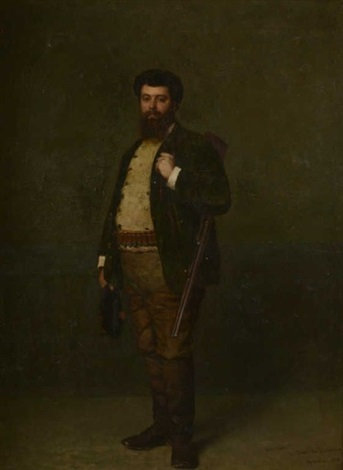
Thomas Hovenden (1840–1895): Porträt von Monsieur Le Marié des Landelles in Jägerkleidung, 1878

Émile Le Marié des Landelles (* 14. Januar 1847 in Pontorson, Frankreich; † März 1903 in Saint-Jean-le-Thomas, Département Manche) war ein französischer Maler und Bildhauer.

## Leben

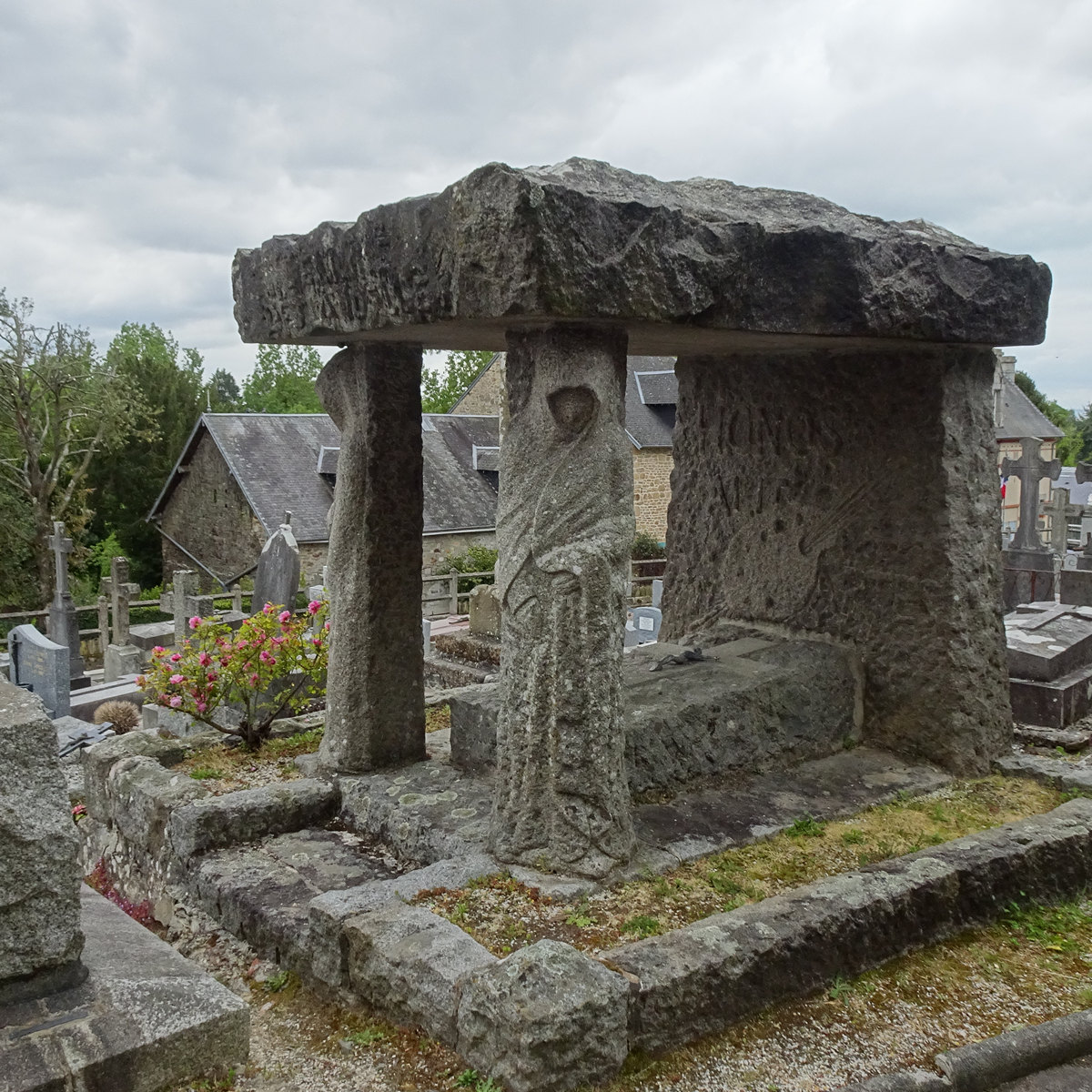
Grab von Émile Le Marié des Landelles

Émile Le Marié des Landelles ließ sich 1868 in Paris nieder und wurde Schüler von Jean-Léon Gérôme (1824–1904), Alexandre Rapin (1839–1889) und Léon Germain Pelouse (1838–1891), dem Gründer der École de Cernay. Mit ihm malt er in Pont-Aven und stellt ab 1879 regelmäßig im Salon des artistes français aus. 1892 verlässt er Paris und lässt sich in Saint-Jean-le-Thomas nieder, um dem Trubel der Stadt zu entfliehen. Dort lebte er in der Villa Marguerite und arbeitete in seinem Atelier in Saint-Jean-le-Thomas sowie in einem weiteren Atelier in Groussey, einem Ortsteil von Jullouville. Émile Le Marié des Landelles war hauptsächlich als Landschaftsmaler tätig. Er schuf sein eigenes Grabmal, das vor dem Portal der Kirche Saint-Jean-le-Landelles errichtet wurde und unverwechselbar ist.